# Odpornost proti zdravilu
Odpornost (rezistenca) proti zdravilu pomeni zmanjšano odzivnost določenega mikroorganizma na protimikrobno zdravilo ali celic oziroma tkiv na antineoplastično zdravilo. Odpornost proti zdravilom je treba ločevati od tolerance za zdravilo (farmakološke tolerance), ki pomeni pojemajoč odziv organizma na ponavljajoče se odmerke zdravila ali psihoaktivne snovi, tako da so za enak učinek potrebni čedalje višji odmerki.

## Odpornost proti protimikrobnim zdravilom
Odpornost proti protimikrobnim zdravilom se pojavi, ko se mikroorganizmi (bakterije, virusi, glive ali zajedavci), ne odzivajo na zdravljenje. Vzrok je sam ustroj mikroorganizma. Kadar je isti povzročitelj odporen proti več strukturno podobnim protimikrobnim učinkovinam, govorimo o navzkrižni odpornosti.

### Odpornost proti antibiotikom
Bakterijska odpornost proti antibiotikom je naravna ali pridobljena lastnost bakterijskih vrst ali sevov, da so neodzivni na baktericidni ali bakteriostatični učinek določenih antibiotikov ali določene skupine antibiotikov. O naravni bakterijski odpornosti proti antibiotikom govorimo, ko so določeni antibiotiki neučinkoviti pri celotni bakterijski vrsti, ker te bakterije nimajo tarčnih mest, na katera bi antibiotik deloval ali pa imajo za antibiotik neprepustno celično steno. Kadar se pa pri bakterijskem sevu razvije odpornost zaradi mutacije plazmidnega ali kromosomskega gena ali zaradi prenosa mutiranega gena s konjugacijo ali transformacijo, govorimo o pridobljeni odpornosti proti antibiotikom. Sama uporaba antibiotikov povečuje tveganje za selektivni razrast naravno odpornih bakterij v organizmu ter za pojav sevov s pridobljeno odpornostjo, saj se mikroorganizmi bojujejo proti antibiotikom s tvorbo obrambnih mehanizmov.

### Odpornost proti protivirusnim zdravilom
Odpornost virusov proti protivirusnim zdravilom je čedalje bolj pereča težava pri bolnikih z imunsko pomanjkljivostjo, pri katerih se virusi pospešeno razmnožujejo in so zato pogosto daljše obdobje izpostavljeni zdravljenju s protivirusnimi zdravili. Pri daljšem jemanju protivirusnih zdravil se lahko odpornost proti zdravilu pojavi sorazmerno kmalu. Na primer prvi sevi virusov herpesa simpleksa, odpornih proti aciklovirju so se pojavili leta 1982, kmalu po uvedbi zdravljenja s tem zdravilom. Podobno kot pri odpornosti proti antibiotikom je vzrok odpornosti sprememba v določeni strukturni enoti povzročitelja (na primer pri virusu herpesa simpleksa sprememba v DNK-polimerazi ali timidin-kinazi, pri zdravilih proti virusu HIV sprememba v reverzni transkriptazi ali proteazi itd.).

## Odpornost proti antineoplastičnim zdravilom
Odpornost se pojavlja tudi pri antineoplastikih (učinkovinah, ki zavirajo ali preprečujejo razvoj novotvorb oziroma zadržujejo ali ustavijo proliferacijo rakavih celic). Mehanizmi razvoja take odpornosti proti zdravilom so lahko različni:
- spremenjena farmakokinetika – koncentracija, ki jo zdravilo doseže v tarčnih celicah, ni več zadostna za terapevtski učinek zaradi sprememb v absorpciji, porazdelitvi, presnavljanju ali izločanju učinkovine. Nadalje lahko spremembe v ožiljenosti tumorja zmanjšajo dotok krvi, kar onemogoči prihod dovoljšnje količine učinkovine do tumorskih celic;
- pojav citokinetične odpornosti – zdravljenje ne omogoči popolne odstranitve tumorja zaradi tako imenovanih »spečih« celic (tumorske celice, ki se v času zdravljenja ne razmnožujejo, jih citotoksične učinkovine ne morejo uničiti);
- biokemijski mehanizmi – tumorske celice lahko posedujejo mehanizme, ki preprečijo vstop učinkovine v celico, tarčni receptorji na tumorskih celicah ali celični encimi se lahko tako spremenijo, da jih učinkovina več ne prepozna, celica lahko začne izdelovati večje količine presnovkov, ki delujejo antagonistično z učinkovino ali pa pride do genetskih sprememb v celicah, ki povzročijo odpornost (na primer pojav gena za transmembransko beljakovino, ki izplavlja antineoplastično učinkovino iz celice).